# آنوتا
آنوتا (انگلیسی: Anuta) جزیره‌ای آتشفشانی در بخش جنوب شرقی جزایر سلیمان در استان تموتو است که یکی از کوچکترین جزیره‌های پلی‌نزی است.